# Bithynia cettinensis
Bithynia cettinensis е вид охлюв от семейство Bithyniidae. Видът е уязвим и сериозно застрашен от изчезване.

## Разпространение и местообитание
Разпространен е в Хърватия.
Обитава крайбрежията на сладководни басейни и реки.